# فهرست فرودگاه‌های سنت لوسیا
این مقاله شامل فهرست فرودگاه‌های سنت لوسیا است که بر پایهٔ مکان قرارگیری آن‌ها مرتب شده‌است.

## فهرست
| مکان         | ایکائو | یاتا | نام فرودگاه                                               |
| کاستریس      | TLPC   | SLU  | فرودگاه جرج واین گارتنر ال چارلز (formerly Vigie Airport) |
| بخش ویو فورت | TLPL   | UVF  | فرودگاه بین‌المللی هوانورا                                 |